# Kleurenfilm

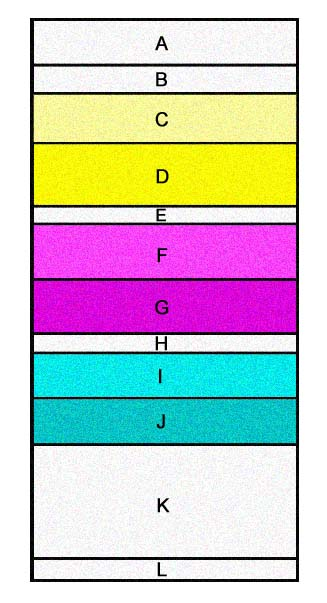
Opbouw in lagen van een 35 mm-kleurennegatieffilm

Een kleurenfilm is een film in kleur en de tegenhanger van de zwart-witfilm.
Vanaf het begin van de ontwikkeling van de film heeft men geprobeerd kleurenfilms te maken om de werkelijkheid zo dicht mogelijk te benaderen. Geen van deze pogingen bleek aanvankelijk commercieel haalbaar. Daarom werden nog een hele tijd zwart-witfilms ingekleurd.
Dit inkleuren kon op verschillende manieren. Eerst en vooral was er het procedé met stencils dat werd uitgevonden door de gebroeders Pathé. Hierbij sneed men met een chirurgenmes verschillende delen uit een beeld. Deze delen werden dan ondergedompeld in een kleurbad. Nadien werden de afzonderlijke stukken gecombineerd tot één volledig beeld.
Een tweede mogelijkheid was het handmatig inkleuren. Dat deed bijvoorbeeld Georges Méliès in zijn film Ali Baba et les Quarante Voleurs (1905).
Twee verdere technieken, 'tinting' en 'toning' zijn aan elkaar verwant.
Met Technicolor kwam het eerste echte kleurensysteem op de markt. In 1915 ontstond het eerste echte kleurenfilmsysteem. Hierbij werden twee negatieven met verschillende gevoeligheden - een voor blauw en een voor rood/groen - tegelijk in de camera belicht en vervolgens tegelijk afgedrukt op kleurgevoelig positief materiaal. Vanaf 1932 werden drie films met verschillende gevoeligheden voor rood, groen en blauw gebruikt. Bij het Technicolorprocedé ontstaan de kleuren pas bij het kopiëren van de negatieven naar de vertoningskopie. Camera's voor meerstrookskleurenfilms waren groot, zwaar en duur, en daardoor buiten de studio onbruikbaar. Nieuwsfilms werden dan ook nog tientallen jaren in zwart-wit gemaakt. Vanaf 1934 kwamen eenstrookskleurenfilms op de markt, die in een gewone camera konden worden gebruikt.